# Oedaleus nigripennis
Oedaleus nigripennis är en insektsart som beskrevs av Zheng, Z. 2005. Oedaleus nigripennis ingår i släktet Oedaleus och familjen gräshoppor. Inga underarter finns listade i Catalogue of Life.